# Komitat Beszterce-Naszód
Komitat Beszterce-Naszód (węg. Beszterce-Naszód vármegye, niem. Komitat Bistritz-Nösen, rum. Comitatul Bistrița-Năsăud) – dawny komitat we wschodniej części Królestwa Węgier, w Siedmiogrodzie. Graniczył z Królestwem Rumunii oraz komitatami: Maros-Torda, Kolozs, Szolnok-Doboka i Máramaros. Powstał w 1876 roku. Jego siedzibą była Bystrzyca.
Jego powierzchnia wynosiła 4333 km². W 1900 roku liczył 117 649 mieszkańców.
Na mocy traktatu w Trianon obszar komitatu został po I wojnie światowej w całości włączony w skład Rumunii. W 1940 roku w wyniku drugiego arbitrażu wiedeńskiego został anektowany przez Królestwo Węgier. Po II wojnie światowej powrócił do Rumunii.